# The Shield (televisieserie)
The Shield is een Amerikaanse politieserie die werd uitgezonden door FX van de Fox Entertainment Group. De serie staat bekend om de controversiële benadering van een groep corrupte politieagenten en om de hoge mate van realisme. 
Het eerste seizoen van The Shield ontving de meeste Emmy Award-nominaties ooit voor een dramaserie. De serie werd ontwikkeld door Shawn Ryan en The Barn Productions voor Fox Television Studios en Sony Pictures Television. Oorspronkelijk zou The Shield eindigen aan het eind van het zesde seizoen, maar de producers hebben toch besloten om een zevende en laatste seizoen aan de reeks toe te voegen. In de serie hebben al diverse grote namen als Forest Whitaker en Glenn Close hun opwachting gemaakt.

## De serie
The Shield gaat over een experimentele politie-eenheid van de LAPD in het fictieve Farmington district (ook wel "the Farm"). Deze eenheid werkt vanuit een politiekantoor in een voormalige kerk ("the Barn") en bevat een selectieve groep rechercheurs genaamd "The Strike Team", die alles zal doen om de criminaliteit een halt toe te dwingen. De groep, die (eerst officieel, daarna nog altijd in de praktijk) onder leiding staat van Vic Mackey, richt zich met name op criminaliteit van beruchte gangs. Hierbij maken ze gebruik van verschillende illegale en onethische methoden en verdienen ze bij door zelf drugs te verhandelen en overvallen te plegen op criminelen. Ook worden soms drugs "geplant" op een verdachte, om daarna als bewijs tegen diezelfde verdachte te worden aangevoerd. Pogingen van hogerhand om een vijfde lid aan de groep toe te voegen, leidden al regelmatig tot confrontaties.
Binnen het hoofdverhaal lopen enkele subplots, waaronder Aceveda's politieke ambities, Vics falende huwelijk en Julien Lowe's interne strijd tussen zijn christendom en zijn homoseksualiteit. Vaak terugkerende thema's zijn het wantrouwen van de bevolking in de politie, de invloed van drugs en de strijd tussen verschillende gangs.
De serie is zeer realistisch in bijvoorbeeld het uitbeelden van gang-oorlogen in de voorsteden van Los Angeles. Wat betreft de corruptie van agenten bestaat echter onenigheid. Zo had de Los Angeles Police Department er bezwaar tegen om als corrupt te worden afgeschilderd; om deze reden worden uniformen gebruikt die iets afwijken van die van de "echte" LAPD.

## Personages
- Rechercheur Vic Mackey (Michael Chiklis) een corrupte maar wel efficiënte politieagent die drugs steelt van dealers, verdachten slaat en martelt en al meer dan eens iemand heeft vermoord. Hij redeneert hierover zelf als "het doel heiligt de middelen". Tegelijkertijd is hij een toegewijde vader, een loyaal partner voor zijn teamgenoten en beschermt hij degenen de hij als onschuldige slachtoffers ziet. Aanvankelijk is hij de leider van het Strike Team; later wordt hij op papier vervangen maar blijft hij feitelijk de leider totdat hij gedwongen wordt tot een vervroegd vertrek. Zijn dochter wordt gespeeld door Autumn Chiklis, die ook in het echt de dochter van de acteur is.
- Rechercheur Curtis "Lem" Lemansky (Kenneth Johnson) een agent met een geweten, die werd vermoord door teamgenoot Shane. Hij was een van de leden van het oorspronkelijke Strike Team.
- Rechercheur Shane Vendrell (Walton Goggins) was Vics beste vriend, maar zijn racisme, roekeloosheid en merkwaardige beslissingen leidden ertoe dat Vic hem berispt (zoals hij vaker doet). Hij vermoordde teamgenoot Curtis Lemansky, waarop Vic hem met de dood bedreigde.
- Rechercheur Ronnie Gardocki (David Rees Snell) de surveillance- en elektronica-expert van het Strike Team. Hij wordt vaak gezien als het meest stabiele lid van het Team en was altijd trouw aan Vic tijdens diens aanwezigheid.
- Agent Julien Lowe (Michael Jace) een agent die is toegewezen aan Strike Team, maar hier pas deel van uit wil maken nadat zeker werd dat Vic de politie zou verlaten.
- Hoofdcommissaris/raadslid David Aceveda (Benito Martinez) een voormalig hoofdcommissaris met politieke ambities, die daarna werd verkozen tot raadslid. Hij is een van Vics grootste rivalen, maar vaak sloten ze toch overeenkomsten om verscheidene redenen.
- Captain Claudette Wyms (CCH Pounder) een voormalig rechercheur en vanaf seizoen vijf hoofdcommissaris, die regelmatig ongevraagd commentaar geeft op Vics tactieken.
- Rechercheur Holland "Dutch" Wagenbach (Jay Karnes) volgens velen is hij een nerd, maar hij is tevens een succesvol rechercheur. Vaak is hij bij lastige zaken de eerste die erbij wordt gehaald. Samen met zijn partner Wyms geldt hij als de "moraalridder" van de serie: hij wil altijd het goede doen en blijft ver van illegale politie-activiteiten. Toch heeft hij ook zijn duistere kant, daardoor heeft hij het vaak voorzien op dikke mensen.
- Sergeant Danielle "Danny" Sofer (Catherine Dent) een gewone politieagent die graag rechercheur wil worden. Ze heeft een knipperlichtrelatie met Vic en een ingewikkeld verleden met Dutch. Door zwangerschap mag ze enkel kantoorwerk doen en na de geboorte van haar kind gaat ze met zwangerschapsverlof. Iedereen denkt dat Vic de vader is, maar pas tijdens het zesde seizoen wordt dit bevestigd. Na haar zwangerschapsverlof keert ze terug naar "The Barn".
- Captain Monica Rawling (Glenn Close) vervangt Aceveda wanneer hij vertrekt naar de gemeenteraad. Uiteindelijk moet ze het veld ruimen nadat ze zorgt dat Antwon Mitchell een deal met de DEA misloopt.

### Terugkerende gastrollen
- Rechercheur Tavon Garris (Brian White) (Seizoen 2-3, 7)
- Rechercheur Armando "Army" Renta (Michael Peña) (Seizoen 4)
- Rechercheur Kevin Hiatt (Alex O'Loughlin) (Seizoen 6)
- Gangleider Antwon Mitchell (Anthony Anderson) (Seizoen 4, 5, 6)
- Rechercheur interne zaken Jon Kavanaugh (Forest Whitaker) (Seizoen 5-6)
- Rechercheur Olivia Murray (Laurie Holden) (Seizoen 7)

## Overige media

### Soundtrack
Op 5 september 2005 werd een soundtrack uitgebracht: The Shield: Music from the Streets. Hierop staan 19 nummers van verschillende artiesten, waaronder Ill Niño en Kelis.

### Videospel
Op 9 januari 2007 werd het videospel The Shield uitgebracht voor de PlayStation 2; op 22 januari volgde de pc-versie. Het spel is een third person shooter en behandelt een gang-oorlog tussen de Biz-Lats en de One-Niners (twee gangs uit seizoenen 3 en 4). Het spel kreeg vrij negatieve kritieken en werd door GameSpot beoordeeld met slechts een 3,9.

### Dvd
De dvd's van de eerste 5 seizoenen van The Shield werden in de Verenigde Staten (regio 1) uitgebracht door 20th Century Fox Home Entertainment. Later werd de volledige distributie overgenomen door Sony Pictures Home Entertainment, dat ook al sinds het begin Europa (regio 2) van de dvd's voorziet. Bij de regio 2 uitgave van seizoen 5 werd de laatste aflevering drastisch ingekort ten opzichte van de regio 1 uitgave en originele tv uitzending. Ook in seizoen 3 werd in regio 2 censuur toegepast op een controversiële scène met David Aceveda. De dvd van het eerste seizoen kwam uit in Europa op 21 juli 2003; de dvd's van het laatste seizoen komen uit op 8 juni 2009 (regio 2) en 9 juni 2009 (regio 1). De datum waarop de dvd's per land worden uitgebracht kan verschillen in verband met TV uitzendingen.

### "Wins and Losses"
De producenten van The Shield maakten ook een 15 minuten durende "promosode", die in première ging via Google op 15 februari 2007 ter opvulling van het gat tussen seizoenen 5 en 6. In deze mini-aflevering zien we de nasleep van Lems dood inclusief diens begrafenis en flashbacks wanneer collega's terugkijken op Lems leven. De productie van deze aflevering kostte naar verluidt tussen de 500.000 en 1 miljoen dollar.